# Дорки (Юрьевецкий район)
Дорки — село в Юрьевецком районе Ивановской области, входит в состав Елнатского сельского поселения. 

## География
Расположено на реке Паж (нижний приток Ёлнати) в 6 км на юг от центра поселения села Елнать и в 23 км на запад от районного центра города Юрьевец.

## История

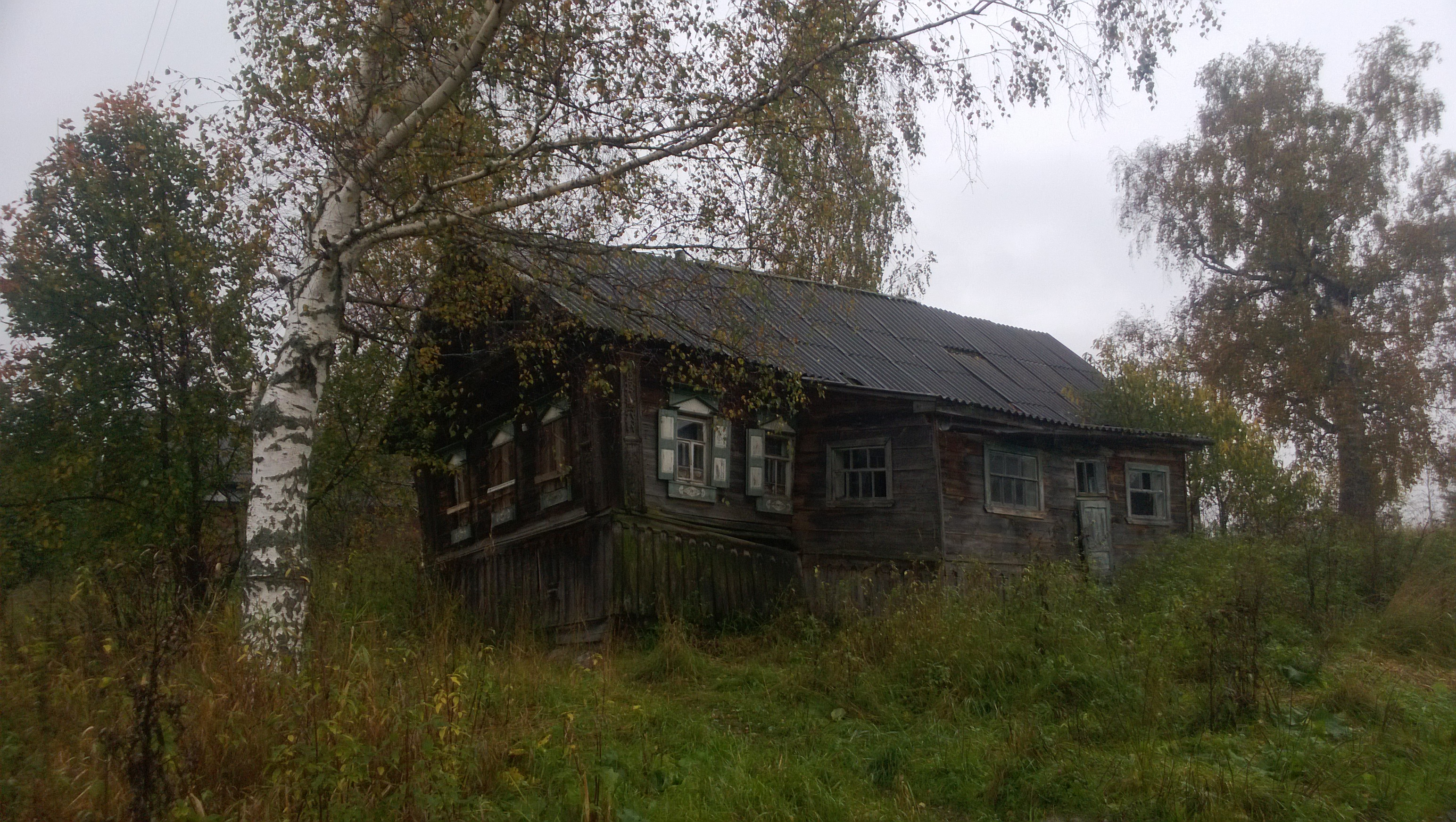
Дом в селе

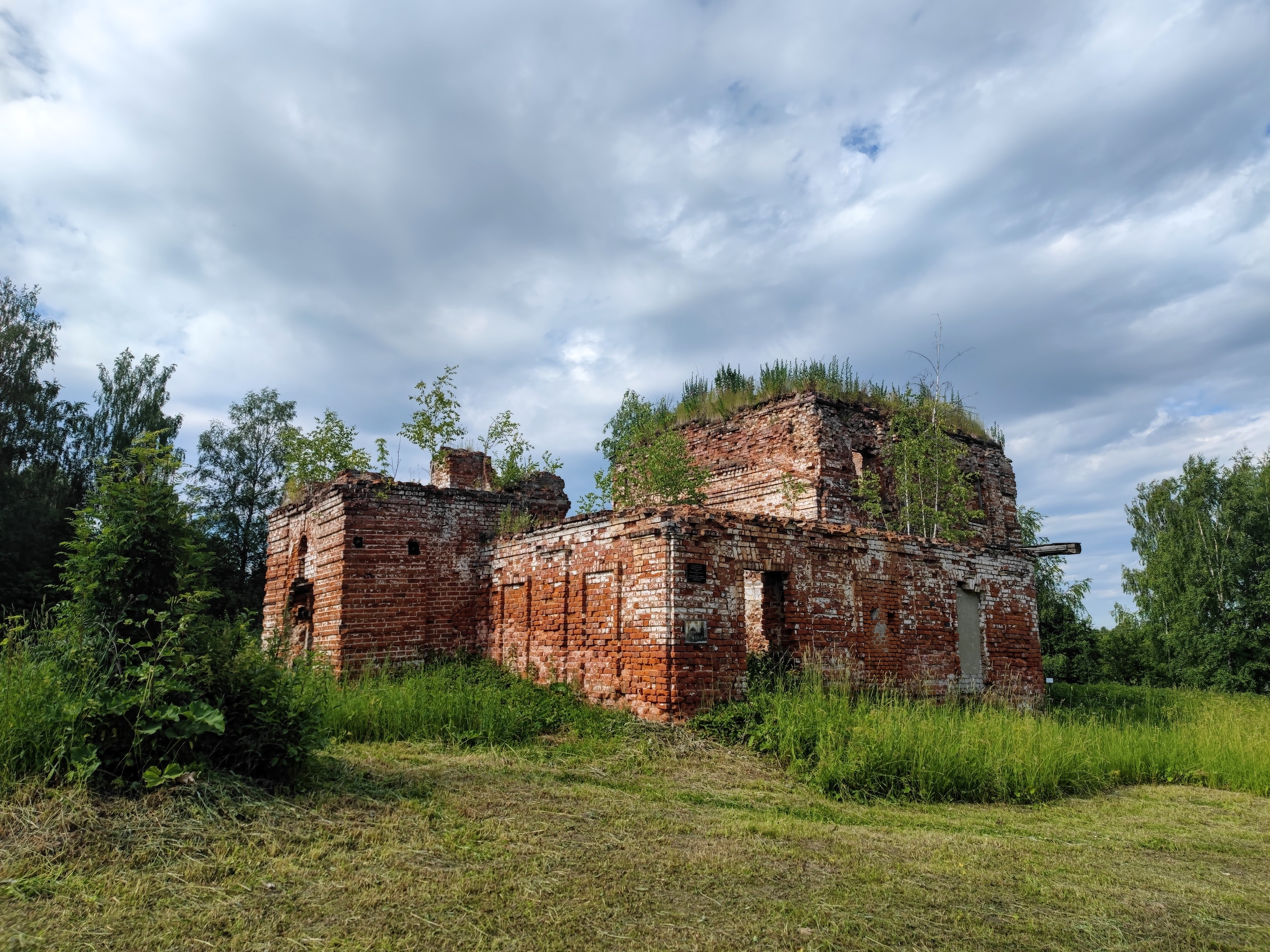
Богоявленская церковь, 2022 год

Каменная Богоявленская церковь с такою же колокольнею в селе построена в 1806 году на средства прихожан. Престолов было три: в честь Богоявления, св. Николая чудотворца и св. мч. Флора и Лавра
В XIX — первой четверти XX века село входило в состав Мордвиновской волости Юрьевецкого уезда Костромской губернии, с 1918 года — Иваново-Вознесенской губернии.
С 1929 года село являлось центром Дорковского сельсовета Юрьевецкого района Ивановской области, с 1954 года — в составе Елнатского сельсовета, с 2005 года — в составе Елнатского сельского поселения.

## Население
| 1872 | 1897 | 1907 | 2002 | 2010 |
| ---- | ---- | ---- | ---- | ---- |
| 15   | ↗113 | ↘75  | ↗190 | ↘163 |

## Достопримечательности
В селе расположена недействующая Церковь Богоявления Господня (1806).